# 쓰리보이
쓰리보이(1940년 ~ 2002년 2월 25일, 경상남도 울산)는 대한민국의 희극인으로, 본명은 신선삼(申善三)이다.

## 생애
신선삼은 1940년에 경상남도 울산군에서 태어났다. 서라벌예술고등학교를 나왔으며, 19세 때인 1959년에 미8군 영내 행사인 ‘김 시스터스 쇼’의 MC로 데뷔하여 1960년대와 1970년대에 활동하였다. 예명인 쓰리보이는 자신의 이름 영문표기에 알파벳 S가 3번 들어간다는 뜻에서 유래했다고 한다. 한국연예협회 위원장을 맡아 활동하던 중 2002년 2월 지병인 당뇨로 숨졌다.

## 결혼생활
당시 가수였던 김하정과 결혼했으나 3년 후 이혼한 경력이 있다. 김하정은 TV조선의 프로그램에 출연해서 쓰리보이에게 성폭행을 당한 뒤 그가 일방적으로 기자회견을 통해 결혼을 발표하는 바람에 어쩔 수 없이 결혼했다고 주장했지만 확인된 사실은 아니다. 

## 사생활
쓰리보이는 다음과 같은 사건들을 일으켜 대한민국 사회 및 연예계에서 물의를 빚은 바 있다.
- 1974년 3월 22일 : 자신의 차를 운전하고 가다가 길을 건너던 보행자를 치어 전치 16주의 상해를 입혀 입건되었다.[3]
- 1976년 12월 4일 : 어느 지방공연 무대에서 알게 된 20대 무희와 두 차례에 걸쳐 정을 통해오다 당시 부인이었던 가수 김하정에게 발각되어 간통혐의로 구속되었다.[4]
- 1981년 5월 16일 : 서울의 비밀 도박장에서 하루 판돈 3천여만원의 대규모 도박을 상습적으로 하다가 구속되었다.[5]
- 1986년 6월 5일 : 무면허로 승용차를 몰고 가다가 행인을 치어 중상을 입히자 처벌을 받을 것을 두려워해 내연녀의 남동생에게 허위진술을 부탁했으나 피해자가 숨진 후 그가 허위진술을 했음을 자백, 교통사고 처리특례법 위반으로 수배된 적이 있다.[6]
- 1993년 1월 14일 : 1992년 10월 27일 장기공연차 부산의 한 호텔에서 2개월간 숙식한 후 숙식비 418만 9,000원을 지불하지 않고 동년 12월 29일 달아났다가 불구속 입건되었다.[7] 이 사건으로 조사를 받던 중 1990년 5월 3일 선배 희극인 송해를 폭행해서 전치 3주의 상처를 입히고 송해의 고소로 수배를 받아오던 사실이 드러나 구속되었다.[8]